# 恵恭王
恵恭王（けいきょうおう、758年 - 780年）は、新羅の第36代の王（在位：765年 - 780年）であり、姓は金、諱は乾運。先代の景徳王の嫡男であり、母は舒弗邯（1等官）の金義忠の娘の満月夫人（景垂王后）。王妃は2人あって、先妃は伊飡（2等官）の金維誠の娘の新宝王后、次妃は伊飡の金璋の娘。760年7月に太子に立てられており、765年6月の先王の死去に伴い王位に就いた。即位時の年齢は8歳であり、太后が摂政となった。在位中に貴族の内乱が頻発し、王自身も乱の中で殺害されるに至った。武烈王系の王統は恵恭王までで途絶え、次の宣徳王以降を新羅の下代という。

## 治世
767年7月に伊飡の金隠居を唐に朝貢使として派遣し、768年に唐の代宗によって〈開府儀同三司・新羅王〉に冊封された。このとき同時に王母の金氏が大妃に冊立されている。その後も度々朝貢使・賀正使を派遣して唐との親密な関係を維持した。
聖徳王・景徳王代を経て新羅の国勢が盛んになり、また儒教観念に支えられた律令体制が推し進められたことを受けて、五廟の制度を確立させたことが『三国史記』祭祀志に伝えられている。（『三国史記』祭祀志では、五廟の制度は金氏始祖の味鄒尼師今、新羅統一を果たした武烈王・文武王を不変の宗とし、祭祀者である王の祖父・父を加えて五廟とする。しかし『三国史記』新羅本紀において恵恭王紀には五廟の記事は見られず、もっとも早い例では神文王紀に見られるため、実際には五廟の制度は神文王時代に確立したものと考えられている。）しかし、実際には律令体制の推進派と旧来の中央貴族連合的体制への復帰派との間の対立は顕在化し、恵恭王の在位中のみでも以下のように少なくとも6回にわたって両派の対立に起因する内乱が起こった。反乱の主体が政治的に律令制推進派・貴族連合制復帰派のどちらであったかについては井上秀雄著の『古代朝鮮』に依る。
1. 768年7月 : 一吉飡（7等官）大恭・阿飡（6等官）大廉の兄弟の反乱。貴族連合体制復活派の反乱とみられる。王都を33日間包囲するが、王の軍隊が平定した。
2. 770年8月 : 大阿飡（5等官）の金融の反乱。金融は朝鮮三国の統一に立役した功臣金庾信（『三国史記』によれば金官加羅の王族の血を引く）の一族であり、中央貴族に対抗する地方勢力を代表する立場から律令体制推進派と見られる。
3. 775年6月 : 伊飡（2等官）の金隠居の反乱。元侍中の金隠居は金融の反乱の後に退官しており、後に反乱を起こした。貴族連合体制復活派の反乱と見られる。
4. 775年8月 : 伊飡の廉相、侍中（現職）の正門が反乱を企てたことが発覚して誅滅された。正門は金隠居の退官の後に侍中に就任しており、恐らく律令推進派の反乱と見られる[4]。
5. 780年2月 : 伊飡の金志貞が反乱を起こし宮中を包囲。
6. 780年4月 : 上大等の金良相（後の宣徳王）が伊飡の金敬信（後の元聖王）とともに挙兵し、金志貞を滅ぼす。恵恭王もこの戦乱の中で死亡したとされる。

こうした政治的対立の中で776年正月には教書を出し、律令体制を強固に推進した景徳王が唐風に改名した百官の名称を、旧来のものに戻した。貴族連合体制派の金隠居の反乱、廉相・正門の反乱が続けて起こった後のことであり、貴族連合体制派への譲歩であったと見られるが、律令体制推進の政策を廃止しようとするものではなく、同年3月には倉部（徴税）の史（3次官）を8名増員している。名目的には律令体制の推進を控えながらも、国家財政や人民支配の強化という点においては貴族層・官僚層の間には共通の意識が持たれていたことの現われと考えられている。
780年4月、在位16年目にして内乱の中で王妃もろとも殺害された。死後、新羅王位を継いだ金良相（宣徳王）によって恵恭王と諡された。王陵の所在は不明である。

## 異伝
『三国遺事』紀異・景徳王忠談師表訓大徳条には、恵恭王の出生と後に反乱のなかで命を落としたこととについてのような説話を伝えている。
景徳王はある日、高僧の表訓を召して「残念なことに私には子がいない。子が授かるように、貴僧が天帝にお願いしてくれまいか」と頼んだ。表訓は天帝のところへ上ってお願いをした後に王のところに戻って、「天帝が言われるには、娘ならよいが男子は駄目だとのことです」と言った。王は「ぜひとも男子にして欲しい」と重ねて頼み、表訓は再び天帝にお願いをしにいったが、天帝が表訓に対して言うことには、「男の子を授ければ国が危うくなるであろう。また、お前は天界と人界とを気軽に行き来して天機を漏らしている。今後は来てはならない」とのことであった。表訓が再び王のもとに戻ってこのことを伝えると、王は「たとえ国が危うくなっても、王位を継がせる男子ができれば満足だ」と言った。やがて満月王后が男子を産み、王は大変喜んだ。王の死後にこの男子は恵恭王として即位したが、まだ8歳だったので太后が摂政となった。そして政治が乱れ盗賊が跋扈し、国が危うくなったのは表訓の伝えた通りである。恵恭王はもともと女であったのに男となったために、生まれてから即位するまでの間ずっと女の仕草をしていた。錦の巾着を帯びるのを好み、道士と戯れていて、国は大いに乱れた。ついに恵恭王は宣徳王らに殺されることとなり、また、表訓の後に新羅に聖人が現われることはなくなった。

## エミレの鐘

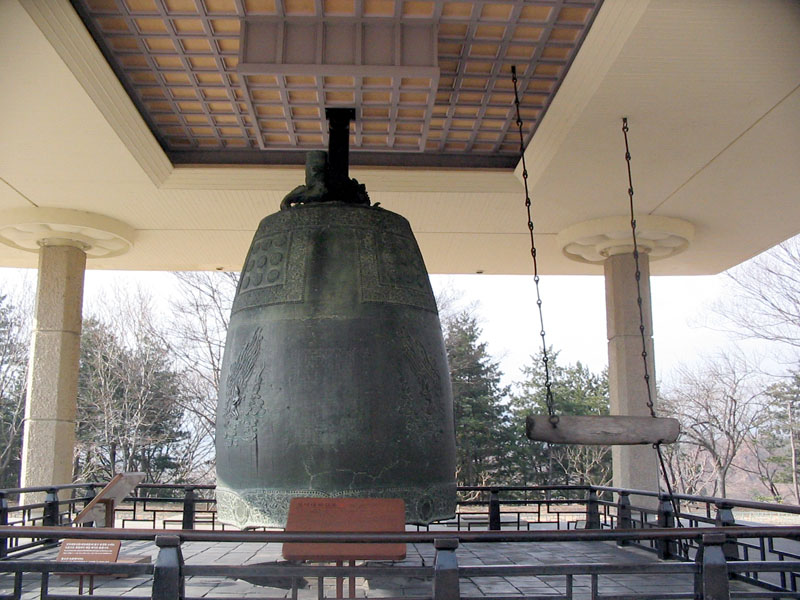
エミレの鐘

正式名称は聖徳大王神鐘（성덕대왕신종）といい、聖徳王の冥福を祈る目的で景徳王の時代から鋳造を始め、恵恭王7年（771年）になって完成したものをいう。制作には何度となく失敗しており、溶けた銅の中に少女を生贄として投げ込んでようやく鋳造に成功し、鐘を撞くと「エミレ（에밀레、お母さん）！」と叫んでいるように聞こえたとの言い伝えから、エミレの鐘（에밀레의종）の愛称がある。東洋における最大規模の梵鐘であり、高さ333センチメートル、口径227センチメートル、重さ25トンに及ぶ。大韓民国指定国宝第29号に指定されており、国立慶州博物館の野外庭園に展示されている。その鐘の音について、その博物館では、文化財保護のため、現在では実際に鐘を撞くのではなく、録音されたオリジナル音源からの再生によって聞くことができるようになっている。
制作過程で少女を溶けた銅の中に投げ込んで殺すことについては、物理的には人間の身体にはリンが多いので、銅にリンを加えて音を良くするためと説明されることもあるが、その伝説の真偽のほどは定かではない。ちなみに現代では鐘を作るために銅にリンを加えるときは、無論このような残酷な行為をすることはなく、リン鉱石から取ったリンを使っている。